# José María Aristóteles Magán Perales
|  | Aquest article tracta sobre el magistrat espanyol. Vegeu-ne altres significats a «Magán (desambiguació)». |

José María Aristóteles Magán Perales, més conegut com a José María Magán, (Barcelona, 1974) és un jutge i professor universitari espanyol, titular del Jutjat Contenciós-Administratiu núm. 3 d'Alacant i professor titular de Dret administratiu a la Universitat de Castella-la Manxa.
Durant la seva estada com a titular del Jutjat Contenciós-Administratiu núm. 1 de Lleida, les seves decisions sovint foren motiu de polèmica per oposar-se a la normalització de la llengua catalana. Per aquesta raó, l'any 2011, la Conselleria de Justícia de la Generalitat de Catalunya i (a títol personal) el President de l'Audiència Provincial de Lleida, Francisco Segura Sancho, de Jutges per a la Democràcia, instaren al Tribunal Superior de Justícia de Catalunya (TSJC) i al Consell General del Poder Judicial (CGPJ), respectivament, perquè prenguessin mesures davant «les greus manifestacions de falta de respecte» que expressava «cap a les institucions de la Generalitat i cap a la llengua catalana».
Al 2013 es traslladà a la capital de la comarca de l'Alacantí, on exercí com a titular del Jutjat Contenciós-Administratiu núm. 3 d'Alacant. No obstant el canvi, seguí mantenint la polèmica lingüística rebutjant el català. Concretament, el 5 de gener de 2017, rebutjà un escrit en català enviat per la Generalitat de Catalunya a aquest jutjat, sol·licitant la seva pertinent traducció al castellà, tot esgrimint que el català ni és cooficial ni té reconeixement legal al País Valencià. Aquestes actituds reiterades del magistrat foren denunciades públicament per la Plataforma per la Llengua.